# Simas Bertašius
Simas Bertašius (né le 31 octobre 1993) est un athlète lituanien, spécialiste du demi-fond.

Il est finaliste du 1 500 m lors des Championnats d’Europe 2018 et détient, depuis le 29 juin 2018, le record national de la distance en 3 min 39 s 01 